# Philipp Jakob Wieland

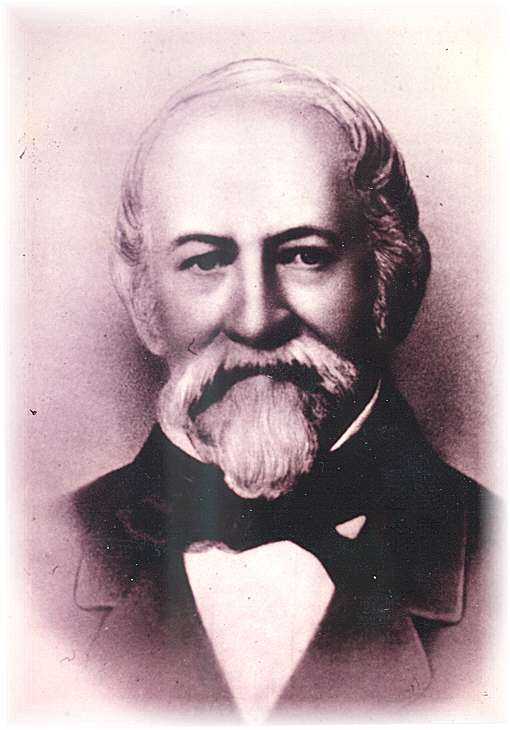
Philipp Jakob Wieland

Philipp Jakob Wieland (* 3. November 1793 in Ulm; † 18. Januar 1873 ebenda) war ein deutscher Glockengießer, Industrieller und Gründer der Wieland-Werke AG in Ulm.

## Leben und Wirken

Wieland-Arbeiterhäuser in Vöhringen gegen Ende 19. Jahrhundert

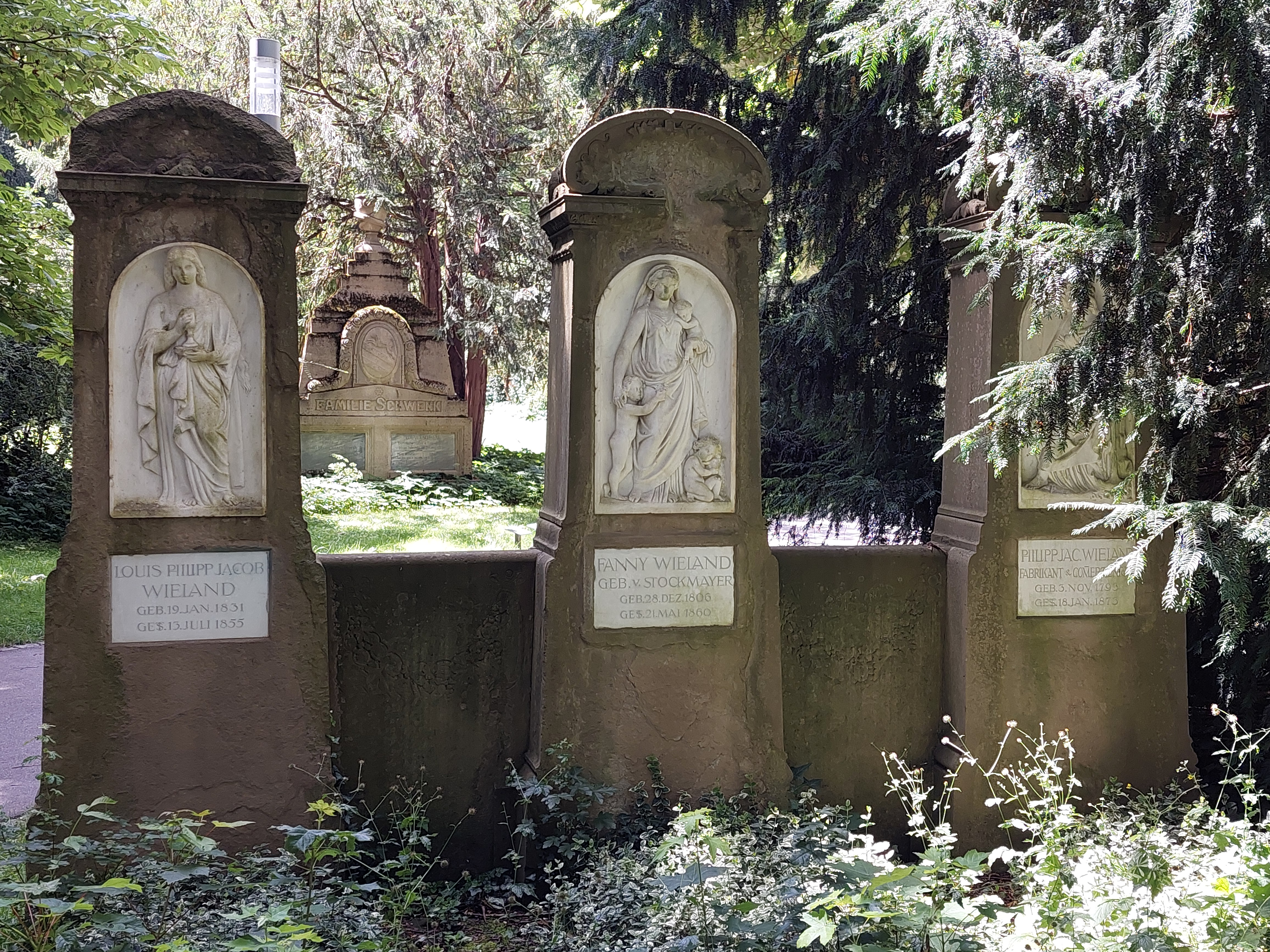
Grabstätte der Familie Wieland auf dem Alten Friedhof in Ulm

Sein Vater, Jacob Wieland (1760–1826), war Besitzer der Brauerei Zum goldenen Ochsen in Ulm. Seine Mutter war Anna Magdalena Fähnlin (1768–1819).
Nach seiner Kindheit in Ulm absolvierte Wieland von 1807 bis 1813 eine Lehre als Glockengießer in der Kunst- und Glockengießerei seines Onkels Thomas Frauenlob. Danach leistete er einen dreijährigen Militärdienst. Nach seinem Ausscheiden aus dem Militär ging er als wandernder Geselle auf die Walz und kam dabei unter anderem nach Amsterdam, Berlin, Dresden, Hamburg, Salzburg, Triest, Venedig und Wien.
Mit umfangreichen Kenntnissen kehrte er nach Ulm zurück und übernahm 1820 von seinem Onkel Thomas Frauenlob die bereits 250 Jahre alte Kunst- und Glockengießerei in der Ulmer Rosengasse und bot mit seinem Geschäft gegossene Messingartikel aller Art an.
Mit seinem Erfindergeist entwickelte er viele Neuerungen und erlangte diverse Patente, zum Beispiel 1822 für eine Handfeuerspritze.
Am 30. März 1830 heiratete Wieland Franziska (Fanny) von Stockmayer (1806–1860), eine Tochter des württembergischen Generalmajors Ludwig Friedrich von Stockmayer (1779–1837). Aus dieser Ehe entstammte nur der Sohn Louis Philipp Jacob (1831–1855), der jedoch mit 24 Jahren starb.
1832 expandierte Wieland mit seinem Unternehmen in eine ehemalige Sägemühle im Ulmer Fischerviertel, wo er die Wasserkraft zur Herstellung von Messingblechen und -drähten nutzte. Das erfolgreiche Unternehmen benötigte bald weitere Produktionsflächen, Wieland wich daher auf weitere Standorte außerhalb der damals noch vollständig vorhandenen Ulmer Festungsmauer aus.

Die soziale Einstellung Wielands zeigt sich in einem seiner Zitate: 

„Ein Werk wie das unsere ist wie ein Leben, das einen verpflichtet für alle, die darin schaffen.“

Wieland wurde dieser Einstellung gerecht, indem er 1834 als erster Unternehmer Deutschlands eine freiwillige Fabrik-Krankenkasse gründete, die Keimzelle der heutigen Wieland BKK. Zudem ließ Wieland in der Nähe der Vöhringer Fabrik Arbeiterwohnhäuser bauen, die zu niedrigen Mietpreisen den Arbeiterfamilien zur Verfügung gestellt wurden.
Nachdem seine erste Ehefrau 1860 gestorben war, heiratete Wieland im Juli 1862 im Alter von 68 Jahren seine 24-jährige Nichte Mathilde Wieland (1838–1920), die Tochter seines jüngeren Bruders Johann Jakob. Aus dieser Ehe gingen zwei Töchter und die Söhne Philipp (1863–1949) und Max Robert Wieland (1867–1935) hervor.
Philipp Jakob Wieland starb am 18. Januar 1873 in seinem 80. Lebensjahr in Ulm. Er fand seine letzte Ruhestätte auf dem Alten Friedhof in Ulm, wo sein Grabdenkmal erhalten ist. In dem Familiengrab ruhen auch seine erste Ehefrau Fanny und der jung verstorbene Sohn Louis Philipp Jacob.
Nach Wielands Tod führte seine Witwe die Geschäfte weiter, bis die dann volljährigen Söhne das Unternehmen 1892 übernehmen und weiter ausbauen konnten.
Heute ist die Wieland-Gruppe ein weltweit operierendes Unternehmen der Metallindustrie.